# Norah Gurdon
Pour les articles homonymes, voir Gurdon (homonymie).
Norah Gurdon (1881-1974) est une artiste peintre australienne.

## Biographie
Norah Gurdon, née en Angleterre en 1881, arrive en Australie a un très jeune âge.
Elle étudie auprès de Lindsay Bernard Hall, directeur de la Galerie nationale d'Australie, et de Frederick McCubbin, membre éminent de l'École Heidelberg. Quand McCubbin et d'autres artistes se séparent de la Victorian Artists' Society en 1912 pour créer l'Australian Art Association, Norah Gurdon fait partie des douze premiers artistes — dont Jessie Traill, Penleigh Boyd (en), Janet Cumbrae-Stewart (en) et Lindsay Bernard Hall — à rejoindre les membres fondateurs l'année suivante.
Gurdon retourne en Angleterre en 1914 pour étendre son champ d'étude. Quand la Première Guerre mondiale éclate, elle laisse de côté l'art pour devenir infirmière de guerre en France au détachement d'aide volontaire du Croisic et en Angleterre,,. Après la guerre, elle poursuit ses études artistiques et s'associe avec des artistes australiens de Londres et de France, dont E. Phillips, Ethel Carrick Fox et Hilda Rix Nicholas.
Six ans après son arrivée en Angleterre, elle repart pour Victoria en passant par le Canada, où elle s'enrichit de nouvelles expériences, et peu après son arrivée à Melbourne, tient une exposition à la Melbourne Athenaeum Art Gallery, qui remporte un succès public et critique,. Elle continue sa carrière dans cette ville, où elle tient régulièrement des expositions dans des sociétés d'art.
A la fin des années 1920, Norah Gurdon repart en Europe, où elle produit des œuvres sur des paysages et des événements ayant lieu en Angleterre, sur le continent européen ou en Tunisie. Elle est finaliste en 1927 du prix Wynne, décerné par la Galerie d'art de Nouvelle-Galles du Sud, avec Boats at Rosebud The Old Shed. Vers le milieu des années 1930, Gurdon séjourne en Tasmanie, où elle peint de nombreux paysages ; la plupart de ses meilleures œuvres sont néanmoins peintes à son domicile de Kalorama (en), dans la banlieue de Melbourne.

## Œuvre
Sous l'influence d'Arthur Streeton, qui était régulièrement invité dans sa maison de campagne dans les chaînes de Dandenong, Norah Gurdon est connue pour ses paysages de style impressionniste. Gurdon a étudié auprès de McCubbin, mais ne suis pas la mode de l'école de Heidelberg qui consiste à présenter des paysages dans une palette bleue et or ; elle leur préfère les tons bleus et gris étouffés fidèles aux gammes des monts Dandenong. Après son retour en Australie en 1920, Norah Gurdon inclut des scènes de vie domestique dans son œuvre peint, essentiellement constitué de paysages jusqu'alors.
A l'occasion de l'exposition de 1927 à l'Atheneum Hall, un critique de The Age trouve les paysages de Norah Gurdon « ambitieux » : « le tableau est soigné, solide et correct, une tentative honnête de rendre simplement ce que l'artiste voit et sent », cependant s'il trouve la technique irréprochable, il reproche à Gurdon un certain manque d'inspiration. Il décrit la voix de l'artiste comme un « monotone facile, grave et agréable quand il est peu probable que quelque chose soit entendu, sauf des notes d'une douceur inhabituelle ou un cri chaleureux ».

## Postérité et rétrospectives
- « Project 21: Women's Images of Women », 1977 à la Galerie d'art de Nouvelle-Galles du Sud, Sydney (Australie). Exposition collective où sont exposées plusieurs femmes artistes australiennes de renom[8]

- « À l'ombre des jeunes filles et des fleurs: In the shadow of young girls and flowers », 1995 à la Benalla Art Gallery, Benalla (Australie). Exposition collective où sont exposées plusieurs femmes artistes australiennes de renom[9]

- « A Century of Australian Women's Art (1880s-1990s) », 1995 à l'Angeloro Fine Art Galleries, Artarmon (en) (Australie). Rétrospective collective où sont exposées plusieurs femmes artistes australiennes de renom[10]

- « The Women's View: Australian women artists in the Bendigo Art Gallery, 1888-1995 », 1995 à la Bendigo Art Gallery, Bendigo (Australie). Rétrospective collective sur les femmes artistes ayant exposé à la Bendigo Art Gallery sur le siècle passé[11]